# 亚油酸
亚油酸（英語：Linoleic acid，LA），IUPAC名：(9Z,12Z)-9,12-十八碳二烯酸，速记法名称为 18:2, n-6，是一种含有两个双键的多不飽和Omega-6脂肪酸。

## 存在
存在于动植物油中，红花油中约含75％，向日葵籽油中约含60％，玉米油约含50％，亚麻油中约含15％。动物脂肪中约含2～4％。

## 性质
无色至淡茶色油状液体。难溶于水和甘油，溶于乙醇、乙醚、苯及氯仿。空气中易被氧化而固化。酸值200。碘值181.0。用硒在200°C或氮氧化物处理时，转变为反亚油酸。氢化时先转变为油酸和十八碳-12-烯酸，然后转变为硬脂酸。羧基被还原得到亚油醇。

## 生物作用
亚油酸在植物体内是从油酸的去饱和（脫氫）作用得到的。由于哺乳动物去饱和的能力有限，不能在C-9以外的碳原子上引入双键，而植物细胞没有此限制，因此亚油酸12-位上的双键在动物体内是无法引进的，只有在植物细胞才可以引入。所以亚油酸被称为是一种必需脂肪酸，必须从食物中获得，自身无法合成或合成很少。
在动物体内亚油酸（18:2n-6）首先被Δ6-去饱和酶（限速酶）代谢为γ-亚麻酸（18:3n-6），然后γ-亚麻酸被延伸为二高-γ-亚麻酸（20:3n-6）。二高-γ-亚麻酸经去饱和便得到花生四烯酸（20:4n-6），而花生四烯酸又可进而转化为前列腺素和白三烯。

## 生产
由亚麻油经水解和分馏而制得。

## 用途
食用上用于煎炸，工业上用于制肥皂、硬脂酸、共轭亚油酸、催乾劑、乳化剂、硬化油。